# Чумаченко, Алиса Валерьевна
Алиса Чумаченко — российский бизнесмен, занимающийся маркетингом, продвижением и рекламой онлайн-игр для социальных сетей.

## Образование
Алиса Чумаченко окончила Российскую Академию Театрального Искусства в 2004 году по специальности «Художественный руководитель».

## Карьера
В 2004 году начала работать в компании IT Territory, основанной бывшими игроками в Бойцовский Клуб, которые были недовольны направлением развития БК. В течение короткого периода стала отвечать за маркетинг в этой компании.
В декабре 2007 после объединения компаний Astrum Nival, IT Territory, Time Zero и Nikita Online в холдинг Astrum Online Entertainment, заняла в нём должность вице-президента по маркетингу и рекламе.
В 2010 году основала Game Insight — компанию, которая занимается разработкой онлайн-игр. В 2015 году Алиса стала CEO компании Game Insight. В 2017 она основала GOSU Data Lab, компанию представляющую тренировочную платформу и голосового ассистента для геймеров. В 2018 году GOSU Data Lab привлекла 2,3 миллиона долларов инвестиций. В 2021 году Алиса Чумаченко возглавила проект Сбер Игры. 23 марта 2022 года Чумаченко ушла и с руководящего поста в «Играх», и из Сбера в целом: «Во время такой турбулентности как сейчас, особая привилегия, оставлять за собой право принимать решения самостоятельно, руководствуясь совестью и не отказывая себе на пути к мечте», — объяснила предпринимательница в своём Facebook.

## Награды
- В 2012, Erns & Young удостоили её награды «Предприниматель года 2012».[6]
- В 2012, Forbes назвал её «Менеджером года 2012.»[6]
- В 2018, Forbes включил её в список Europe's Top 50 Women in Technology.[9]

## Цитата
«Сложнее всего преодолеть себя. Следующая игра всегда должна быть больше предыдущей. Я думаю об этом каждый день»

## Личная жизнь
В июне 2015 года Чумаченко вышла замуж за предпринимателя, работающего в сфере компьютерных игр — Игоря Мацанюка. В браке родила дочь Лизу, но, впоследствии, пара развелась.